# Félix Potvin
Félix Potvin (ur. 23 czerwca 1971 w Anjou, Quebec) – kanadyjski hokeista, reprezentant Kanady.

## Kariera zawodnicza
- Montréal-Bourassa Collège Fr. (1987-1988)
- Chicoutimi Saguenéens (1988-1991)
- St. John’s Maple Leafs (1991-1992)
- Toronto Maple Leafs (1991-1998)
- New York Islanders (1998-1999)
- Vancouver Canucks (1999-2000)
- Los Angeles Kings (2000-2003)
- Boston Bruins (2003-2004)

Początkowo grał przez trzy sezony w juniorskich rozgrywkach QMJHL w ramach CHL. W drafcie NHL z 1990 został wybrany przez Toronto Maple Leafs z numerem 31. W barwach tego klubu rozegrał osiem pierwszych sezonów w NHL od 1991 do 1998 (w międzyczasie dwa lata grał w lidze AHL). Od 1998 do 2004 grał jeszcze w czterech innych klubach NHL. Łącznie rozegrał w NHL 707 meczów. Nosił przydomek The Cat (kot) z uwagi na szybki refleks bramkarski.
Uczestniczył w turnieju mistrzostw świata w 1998.

## Kariera trenerska
Po zakończeniu kariery zawodniczej został trenerem hokejowym. Od 2007 pracuje w drużynie Cantonniers z miasta Magogw lidze QMAAA, przez rok jako szkoleniowiec bramkarzy, a od 2008 jako asystent pierwszego trenera. W drużynie grał jego syn Xavier.

## Życie prywatne
Zamieszkał w Memphrémagog, ma dwie córki Nohémie i Félicienne oraz syna Xaviera (ur. 1997), który także został bramkarzem hokejowym.

## Sukcesy
Klubowe
- Trophée Jean Rougeau: 1991 z Chicoutimi Saguenéens
- Coupe du Président – mistrzostwo QMJHL: 1991 z Chicoutimi Saguenéens
- Mistrzostwo konferencji AHL: 1992 z St. John’s Maple Leafs

Indywidualne
- Sezon QMJHL 1988/1989:
  - Skład gwiazd pierwszoroczniaków
- Sezon QMJHL i CHL 1990/1991:
  - Jacques Plante Trophy – pierwsze miejsce w klasyfikacji średniej goli straconych na mecz QMJHL: 2,70
  - Coupe Telus – najlepszy defensywny zawodnik QMJHL
  - Trophée Guy Lafleur – Najbardziej Wartościowy Zawodnik (MVP) w fazie play-off QMJHL
  - Skład gwiazd turnieju Memorial Cup 1991
  - Hap Emms Memorial Trophy – najlepszy bramkarz turnieju Memorial Cup 1991
  - Najlepszy bramkarz sezonu CHL
- Sezon AHL 1991/1992:
  - Pierwszy skład gwiazd
  - Dudley „Red” Garrett Memorial Award – najlepszy pierwszoroczniak
  - Aldege „Baz” Bastien Memorial Award – najlepszy bramkarz
- Sezon NHL (1992/1993):
  - Najlepszy pierwszoroczniak miesiąca – października 1992, luty 1993
  - NHL All-Rookie Team
- Sezon NHL (1993/1994):
  - NHL All-Star Game
- Sezon NHL (1995/1996):
  - NHL All-Star Game